# Gnaeus Manlius Vulso
Gnaeus Manlius Vulso war ein Politiker der römischen Republik und 189 v. Chr. Konsul.

## Abstammung
Gemäß den Angaben der Fasti Capitolini führte der Vater des Gnaeus Manlius Vulso ebenfalls das Pränomen Gnaeus sowie sein Großvater das Pränomen Lucius. Laut dem vom Althistoriker Friedrich Münzer aufgestellten Stammbaum war Gnaeus Manlius Vulso der Sohn eines nicht weiter bekannten gleichnamigen Vaters – der wohl jung verstarb – sowie Enkel des Konsuls von 256 und 250 v. Chr., Lucius Manlius Vulso Longus. Die Brüder von Gnaeus Manlius Vulso waren Lucius Manlius Vulso (Prätor 197 v. Chr.) und Aulus Manlius Vulso, der 178 v. Chr. das Konsulat erreichte. In seiner Generation dürfte Gnaeus Manlius Vulso, wie aus dem Vergleich seines cursus honorum mit jenem seiner Brüder zu schließen ist, das Oberhaupt seiner Familie gewesen sein.

## Frühe Laufbahn
197 amtierte Gnaeus Manlius Vulso als kurulischer Ädil und veranstaltete mit seinem Kollegen Publius Cornelius Scipio Nasica die glanzvollsten je abgehaltenen ludi Romani. Diese aufwendige Darbietung konnten sich die Ädile leisten, da sie aus sehr wohlhabenden und angesehenen römischen Familien stammten. Sie bezweckten damit die Förderung ihrer weiteren Karriere. Zwei Jahre nach seinem Bruder Lucius war Gnaeus Manlius Vulso 195 v. Chr. als Prätor ebenfalls Statthalter von Sizilien;. Für den Tempel des Apollon auf der ägäischen Insel Delos stiftete er entweder noch in seiner Prätur oder etwas später einen goldenen Lorbeerkranz.

## Konsulat

### Bewerbungen
Bei der Kandidatur für das Konsulat des Jahres 192 v. Chr. ging Gnaeus Manlius Vulso genauso leer aus wie sein Mitbewerber und ehemaliger Ädilitätskollege Publius Cornelius Scipio Nasica. Beide wiederholten im nächsten Jahr ihre Kandidatur für das höchste Staatsamt, wobei diesmal Scipio Nasica erfolgreich war. Da bei den Konsulnwahlen für das Jahr 190 v. Chr. die von den Scipionen favorisierten Bewerber die weitaus größten Chancen hatten, dürfte sich Manlius Vulso gar nicht als Kandidat aufstellen haben lassen. Schließlich wurde er 189 v. Chr. doch noch Konsul, weil er einen Pakt mit der plebejischen Familie der Fulvier eingegangen war. Deren Bewerber Marcus Fulvius Nobilior wurde zuerst gewählt und sorgte dafür, dass Manlius Vulso gegen zwei Konkurrenten aus den Reihen der Patrizier erfolgreich blieb.

### Gründe und Quellen für den Galaterkrieg
Der Konsul Lucius Cornelius Scipio Asiaticus hatte 190 v. Chr. mit Hilfe seines kriegserfahrenen Bruders Publius Cornelius Scipio Africanus den Krieg gegen den Seleukidenherrscher Antiochos III. siegreich abschließen können. 189 v. Chr. übernahm Fulvius Nobilior das Oberkommando in Griechenland und Manlius Vulso in Kleinasien. Letzterer begab sich etwa im März 189 v. Chr. nach Ephesos, wo er Scipio Asiaticus als obersten Truppenbefehlshaber ablöste. Er beschloss, u. a. die Galater zu bekämpfen. Als Kriegsgrund gab er nicht nur an, dass ein Kontingent der Galater auf Seiten von Antiochos III. gekämpft hatte, sondern auch, dass dieses Volk häufig seine Nachbarreiche heimgesucht hatte. Wahrscheinlich war er in Wirklichkeit aber in erster Linie an der Aneignung des zusammengestohlenen Reichtums der Galater interessiert. Außerdem dürfte er ohne offiziellen Auftrag des Senates gehandelt haben.
Der von Manlius Vulso unternommene Krieg war zwar sehr erfolgreich, artete aber in einen Plünderungs- und Erpressungsfeldzug durch Kleinasien aus. Hannibal verfasste auf Griechisch ein polemisch die militärischen Untaten des Konsuls kritisierendes, den Rhodiern gewidmetes Buch, das verloren gegangen ist. Diese von Cornelius Nepos ohne nähere Angaben erwähnte Schrift dürfte bald nach Manlius’ Feldzug entstanden sein und diente wohl als antirömische Propaganda. Die wichtigste Quelle für das Unternehmen stellt der Bericht des griechischen Historikers Polybios dar, der zwar nur teilweise erhalten ist, aber von dem römischen Geschichtsschreiber Titus Livius verwendet wurde. Die ausführliche Darstellung des Livius ist vollständig erhalten geblieben. Auch Appian zog Polybios als Quelle heran. Polybios seinerseits stützte sich auf ein hervorragendes, an Xenophons Anabasis orientiertes Werk eines griechischen Teilnehmers an Manlius’ Feldzug. Ein bei Livius vorliegendes Zitat des Quintus Claudius Quadrigarius könnte darauf hindeuten, dass dieser Annalist für seine Darstellung den amtlichen Bericht des Konsuls benutzte.

### Feldzug durch Südwest-Kleinasien
Manlius Vulso drängte die Pergamener zur Teilnahme an seinem Feldzug. Während König Eumenes II. damals zur Förderung seiner Interessen beim Senat in Rom vorsprach, stimmten seine Brüder Attalos II. und Athenaios zu, den Römern Hilfstruppen zuzuführen. Der Konsul suchte mit seinen Soldaten zunächst den Südwesten Kleinasiens heim. Von Ephesos aus startend traf er in Magnesia am Mäander mit Attalos zusammen, der 1000 Infanteristen und 500 Kavalleristen mitbrachte. Athenaios sollte mit den restlichen Hilfstruppen später zu ihnen stoßen. Dann überschritten die vereinigten Streitkräfte den Maiandros und zogen diesen Fluss entlang stromaufwärts zur karischen Stadt Antiochia. Dort verlangte der Konsul von Seleukos (IV.), dem Sohn und Mitregenten Antiochos’ III., die Römer und Pergamener mit Getreide zu verproviantieren.
Das nächste wichtigere Ziel des nun nach Südosten vordringenden Manlius Vulso war die bedeutende südphrygische Stadt Kibyra; der dort residierende Dynast Moagetes musste sich die Verschonung seines Territoriums vor Plünderungen mit 100 Talenten Silber und beträchtlichen Getreidelieferungen erkaufen. Dann setzte der Konsul seinen Raubzug durch die Landschaft Pamphylien fort und erreichte schließlich Termessos, das zur Zahlung von 50 Talenten Silber gezwungen wurde. Der weitere Weg führte ihn in nördlicher Richtung zur pisidischen Stadt Sagalassos. Deren fruchtbares Umland verwüsteten die Römer so lange, bis ihnen ein Geldbetrag von ebenfalls 50 Talenten ausgehändigt sowie Weizen und Gerste als Nahrungsmittelvorräte geliefert wurden. Auf dem Vormarsch nach Synnada begegnete der Konsul wieder dem von Apameia herbeigeeilten Seleukos (IV.), der ihm Führer mitgab. Kranke und verletzte Römer sowie überflüssiges Gepäck wurden nach Apameia geschickt. Aus Angst vor den römischen Truppen waren viele Bewohner nahegelegener Dörfer geflohen. Mit dem Erreichen der phrygischen Stadt Abbassos kam Manlius Vulso mit seinem Heer ins Grenzgebiet des keltisch-galatischen Stammes der Tolistoagier.

### Kampf gegen die Tolistoagier
Livius legt dem Manlius Vulso eine lange Ansprache an dessen Soldaten in den Mund, die der Konsul vor dem Feldzug gegen die Galater gehalten haben soll. Immerhin könnte Manlius Vulso tatsächlich zur Ermunterung seiner Truppen darauf hingewiesen haben, dass ihre Vorfahren schon häufig in Italien erfolgreich gegen die Kelten gekämpft hatten. Da sich viele Galater auf hohe Berge flüchteten, wo sie nur schwer angreifbar waren, konnte die römische Armee zunächst ohne großen Widerstand vordringen. In Pessinus soll ein Orakelspruch prophezeit haben, dass die Göttin Kybele den Römern den Sieg gewähre. Gordion fand der Konsul von den Einwohnern verlassen vor.
Zu einer sehr blutigen Schlacht kam es, als Manlius Vulso die mit Frauen und Kindern auf dem steilen Berg Olympos verschanzten Tolistoagier angriff. Vor der Attacke hatte er die besten Wege zur Ersteigung des Berges ausgekundschaftet und seine Armee in drei Divisionen aufgeteilt, von denen er eine selbst, sein Bruder Lucius die zweite und der Legat Gaius Helvius die dritte anführte. Auch Attalos assistierte den Römern mit seinen Hilfstruppen. Der Einsatz zahlreicher Wurfgeschosse, Speere und anderer Fernwaffen trug wesentlich zum Sieg des Konsuls bei. So wurden zuerst die Vorposten der Galater niedergeschossen und dann ihr Lager erstürmt. Flüchtende wurden von der römischen Kavallerie niedergemacht oder gefangen genommen. Da sich das Gelände als unwegsam erwies und viele Gefallene in Schluchten abgestürzt waren, ließ sich laut Polybios die Zahl der getöteten Römerfeinde nicht feststellen. Der Annalist Valerius Antias wollte aber wissen, dass es 10.000 gewesen seien; sein Berufskollege Claudius Quadrigarius gab gar die vierfache Zahl an. An Gefangenen fielen den Römern angeblich 40.000 Tolistoagier in die Hände.

### Kampf gegen Tektosagen und Trokmer
Das nächste Ziel von Manlius Vulso war die Bekämpfung des ebenfalls zu den Galatern gehörigen Stammes der Tektosagen. Deshalb zog er vom Berg Olympos in drei Tagen nach Ankyra, dem Hauptort der Tektosagen, und eroberte ihn durch Überraschung. Während er in Ankyra weilte, vergewaltigte ein Centurio eine adlige Kriegsgefangene namens Chiomara, die mit Ortiagon, einem Anführer der Tolistoagier, verheiratet war. Der Centurio wollte die von ihm Geschändete dann gegen Lösegeld freilassen, wurde aber bei dessen Übergabe auf Chiomaras Befehl enthauptet. Abgesandte der Tektosagen führten in Ankyra hinhaltende Friedensverhandlungen mit dem Konsul, den sie in eine tödliche Falle locken wollten. Außerdem versuchten sie so Zeit zu gewinnen, um ihre Frauen, Kinder und Schätze hinter den Fluss Halys in Sicherheit zu bringen. Auf dem Weg zu einem der Friedensgespräche wurde Manlius Vulso von einer feindlichen Abteilung angegriffen und wäre der Übermacht erlegen, wenn nicht rechtzeitig ein in der Nähe befindlicher römischer Trupp in die Kämpfe eingegriffen hätte.
Dann entspann sich ein Gefecht um den Berg Magaba, auf dem die Tektosagen eine feste Stellung errichtet hatten. Der galatische Stamm der Trokmer hatte sich den Tektosagen angeschlossen, ebenso Hilfstruppen des kappadokischen Königs Ariarathes IV. und des paphlagonischen Dynasten Morzios von Gangra. Wie beim Kampf um den Berg Olympos schickte der Konsul die leichte Infanterie zum ersten Angriff, die wiederum durch einen Hagel an Wurfgeschossen viele Tote und Verwundete unter den dicht zusammenstehenden feindlichen Kämpfern produzierte. Daraufhin rückten die Legionen zum Hauptstoß vor, trafen aber auf nur noch geringen Widerstand, weil die meisten Gegner flohen. Ein Teil der römischen Truppen plünderte das galatische Lager, ein anderer setzte den Flüchtenden nach und tötete etwa 8000 von ihnen. Manlius Vulso machte große Beute, da die Galater über lange Zeit viele Schätze zusammengeraubt hatten. Er beorderte die nun mit Friedensangeboten zu ihm kommenden besiegten Feinde nach Ephesos, wohin er auch selbst mit seinen Truppen zurückkehrte, weil es bereits Mitte Herbst und entsprechend kalt im Innern Kleinasiens geworden war.

## Neuordnung Kleinasiens
Den Winter verbrachte Manlius Vulso in Ephesos, wohin zahlreiche kleinasiatische Städte und Staaten, die unter den oftmaligen Plünderungszügen der Galater gelitten hatten, dem Konsul Gratulationen und Geschenke wie etwa goldene Kronen schickten. Delegierte des Antiochos III., des Ariarathes IV. und der Galater kamen ebenfalls nach Ephesos, um die ihnen gestellten Bedingungen für einen Frieden zu erfahren, wurden aber mit erst vorläufigen Anweisungen zurückgeschickt.
Mit Beginn des Frühjahres 188 v. Chr. verließ Manlius Vulso Ephesos in der Stellung eines Prokonsuls und zog über das phrygische Apameia nach Pamphylien, wo Gesandte des Antiochos III. den Römern die verlangte Rate an Geld sowie Getreidelieferungen übergaben. In Perge vereinbarte der Prokonsul mit dem seleukidischen Kommandanten der Stadt, dass dieser seine Besatzung binnen 30 Tagen abzuziehen habe; denn Antiochos III. musste die Stadt an Eumenes II. abtreten. Unterdessen waren Eumenes II. und eine Zehnmännerkommission des römischen Senats in Ephesos eingetroffen, mit denen sich Manlius Vulso und die Gesandten des Seleukidenkönigs in Apameia trafen. Dort teilten die zehn Kommissare der seleukidischen Seite die definitiven Bestimmungen für den Frieden mit Rom mit. Nach Abschluss des Vertrags leistete der Prokonsul für die römische Seite den Schwur.
Nun wies Manlius Vulso den Flottenbefehlshaber Quintus Fabius Labeo schriftlich an, die vor Patara in Lykien liegende Flotte des Antiochos III. zu vernichten. Weiters nahm er mit Unterstützung der zehn Kommissare die komplette Neuordnung Kleinasiens in Angriff. Dort stieg Eumenes II. durch Übereignung abgetretenen seleukidischen Territoriums zum mächtigsten Herrscher auf. Inzwischen hatte Ariarathes IV. seine Tochter Stratonike mit Eumenes II. verlobt. Dieser setzte deshalb beim Prokonsul durch, dass Ariarathes IV. statt der früher geforderten 600 Talente nur die Hälfte zu zahlen brauchte.

## Rückkehr nach Rom und Triumph
Nach Abschluss seiner Aufgaben in Kleinasien begab sich Manlius Vulso mit seinen Truppen und den Kommissaren zum Hellespont, wo er den galatischen Fürsten die von ihnen einzuhaltenden Friedensbedingungen mit Eumenes II. und anderen Nachbarn diktierte und sie vor weiteren Plünderungszügen warnte. Mit der römischen und pergamenischen Flotte setzte er sodann nach Europa über. Die Römer konnten mit ihrer enormen, auf zahlreiche Wagen und Lasttiere verteilten Beute zunächst unbehelligt bis Lysimacheia ziehen. Dann kamen sie aber durch unabhängiges Territorium der Thraker und mussten nahe Kypsela einen Engpass durchqueren. Manlius Vulso teilte seine Armee in zwei Abteilungen auf, die am Anfang und Ende der Kolonne marschierten und die Beutestücke in ihre Mitte nahmen. Dennoch wurden die Römer von räuberischen Thrakern überfallen und erlitten erhebliche Verluste an Männern sowie wertvollem Gepäck. Einer der Kommissare, Quintus Minucius Thermus, fand bei den Kämpfen den Tod. Nach Überschreiten des Hebros kam es in der Gegend von Tempyra zu einem weiteren thrakischen Angriff, den die Römer aber diesmal leichter abwehrten. Ab dem Erreichen der makedonischen Grenze gestaltete sich der weitere Marsch von Manlius Vulso und seinem Heer friedlicher. Den Winter über machte der ehemalige Konsul in Apollonia Station.
Kaum war die Wahl der höchsten Magistrate für 187 v. Chr. beendet, eröffnete der neue Konsul Marcus Aemilius Lepidus die innenpolitische Auseinandersetzungen mit der Partei der Fulvier, wobei er insbesondere Manlius Vulso und dessen Konsulatskollegen Marcus Fulvius Nobilior bekämpfte. Nachdem Lepidus mit seinem Mitkonsul Gaius Flaminius in die ihnen zugewiesene Provinz Ligurien abgereist war, kam Manlius Vulso in Rom an und gab in einer Senatssitzung über seine in den beiden vorangegangenen Jahren vollbrachten Leistungen Auskunft, aufgrund derer ihm die Abhaltung eines Triumphzuges zustehe. Diese Forderung des ehemaligen Konsuls lehnten insbesondere Lucius Furius Purpureo und Lucius Aemilius Paullus Macedonicus, der spätere Bezwinger des Perseus, ab. Beide hatten zu den zehn Manlius Vulso beigegebenen Senatskommissaren gehört. Livius lässt Manlius Vulso und seine beiden Kontrahenten in selbst gestalteten Reden ausführlich zu Wort kommen, doch dürften die Kernargumente dieser Reden historisch wahr sein. So wurde Manlius Vulso wohl tatsächlich vorgeworfen, dass er aus reiner Hab- und Ruhmsucht gegen die Galater vorgegangen sei, wie er auch hauptsächlich für das Unglück verantwortlich gemacht wurde, das die römischen Truppen beim Durchzug durch Thrakien erlitten hatten. Die letztere Beschuldigung scheint auch Polybios in seinem historischen Werk erwähnt zu haben.
Gegen erheblichen Widerstand konnte Manlius Vulso mit Hilfe seiner Freunde schließlich doch noch die Erlaubnis zur Abhaltung eines Triumphes erlangen, den er aber angesichts weiterer Anfeindungen erst sehr spät im Jahr 187 v. Chr. veranstaltete. Dabei stellte er die Schätze aus der außerordentlich reichen Beute zur Schau und verteilte an seine Soldaten beträchtliche Geldsummen. Auch das Volk kam nicht zu kurz, da der Senat ein Gesetz verabschiedete, dass noch ausstehende Kriegssteuern nicht mehr bezahlt zu werden brauchten. Später wurde der angebliche Beginn eines Sittenverfalls der Römer insbesondere auf Manlius Vulso zurückgeführt, weil er so viele Luxusgüter des Ostens nach Italien gebracht hatte.

## Späteres Leben
Nach dem Triumph konnte Manlius Vulso seine Karriere offenbar nicht fortsetzen, denn er scheiterte 184 v. Chr. bei der Bewerbung um die Zensur. Seine weiteren Lebensumstände sind unbekannt, da er in den Quellen nach dem Jahr 184 v. Chr. nicht mehr auftaucht.